# Draagarmstelling
Een draagarmstelling is een industrieel magazijn waarin langgoed los of in bundels kan worden opgeslagen. Een draagarmstelling is opgebouwd uit geprofileerde staanders waaraan draagarmen zijn gemonteerd. Deze stellingen kunnen enkel- en dubbelzijdig uitgevoerd zijn. Wanneer de draagarmen onder in de stelling langer zijn dan bovenin wordt gesproken van een kerstboomstelling.
Doordat goederen kunnen worden opgeslagen tot een hoogte van circa 6 meter, bespaart een onderneming oppervlakte door het gebruik van een draagarmstelling. In een magazijn kan bovendien vaak gebruikgemaakt worden van het zogenaamde Very Narrow Aisle (VNA)-systeem, wat inhoudt dat de gangpaden tussen de stellingen smaller zijn dan gebruikelijk. Een combinatie van deze twee factoren kan kostenbesparend zijn in het geval van bijvoorbeeld een hoge grondprijs.
De in- en uitslag gebeurt in een draagarmstelling door middel van een heftruck, zijlader, reachtruck en een portaalkraan. 